# Podadenia sapida
Podadenia sapida är en törelväxtart som beskrevs av George Henry Kendrick Thwaites. Podadenia sapida ingår i släktet Podadenia och familjen törelväxter. Inga underarter finns listade i Catalogue of Life.